# Perorsis
Els perorsis (llatí: Perorsi) foren un grup humà libi, esmentat per Claudi Ptolemeu i Plini el Vell, que vivia a la costa entre els canaris (canarii) que vivien a la costa atlàntica enfront de les illes Canàries, i els farusis (pharusii). S'extenien, doncs, entre els rius Noun i Souss.